# Zamoto
Un zamoto (座 元) est un directeur de théâtre kabuki. Historiquement, le zamoto qui est propriétaire du théâtre doit obtenir du shogun la permission de présenter des spectacles.
En général, le zamoto est souvent le dernier fils des propriétaires héréditaire, ce qui est le cas du Nakamura-za, du Morita-za et du Ichimura-za.